# Mormyrus kannume
Espèce
Statut de conservation UICN

 LC  : Préoccupation mineure
Mormyrus kannume est une espèce africaine de poissons d'eau douce de la famille des Mormyridae.

## Description
Mormyrus kannume peut mesurer jusqu'à 100 cm, queue non comprise, mais sa taille habituelle est d'environ 60 cm. C'est une espèce solitaire aux mœurs essentiellement nocturnes. Il se nourrit au fond de l'eau et est presque exclusivement insectivores avec pour proie majoritaires les chironomes. Ce poisson est ovipare.

## Répartition
Ce poisson se rencontre dans le Nord-Est de l'Afrique depuis le delta du Nil en Égypte et tout le long de ce fleuve jusqu'à la Tanzanie, ainsi que dans le lac Nasser, le bassin du Baro et, en Afrique de l'Est, dans les bassins des lacs  Albert, Édouard, Kyoga, Turkana, Victoria, et les bassins des rivières et fleuves Kagera, Omo, Pangani, Turkwel. Il est présent depuis la surface et jusqu'à 50 m de profondeur.

## Systématique
Le nom valide complet (avec auteur) de ce taxon est Mormyrus kannume Forsskål, 1775.
Mormyrus kannume a pour synonymes :
- Mormyrus bachiqua Valenciennes, 1847
- Mormyrus nacra Valenciennes, 1847
- Mormyrus oxyrhynchus Lacepède, 1803
- Murmyrous kannume Forsskål, 1775

### Étymologie
Son épithète spécifique, kannume, reprend le nom vernaculaire arabe de ce poisson.

### Publication originale
- (la) P. Forskål, Descriptiones Animalium, Avium, Amphibiorum, Piscium, Insectorum, Vermium; quae in Itinere Orientali Observavit Petrus Forskål. Post Mortem Auctoris editit Carsten Niebuhr. Adjuncta est materia Medica Kahirina. Mölleri, Hafniae, 19 + xxxiv + 164 pp. lire en ligne